# Jules Wuyts
Julien „Jules“ Wuyts (* 8. Februar 1886 in Brüssel; † im 20. Jahrhundert) war ein belgischer Schwimmer.

## Karriere
Wuyts nahm 1912 an den Olympischen Spielen in Stockholm teil. Dort scheiterte er im Wettbewerb über 100 m Freistil als Vierter seines Vorlaufes. Auf nationaler Ebene gewann er im selben Jahr die belgische Meisterschaft über 100 m Freistil.